# Knolliges Zypergras
Das Knollige Zypergras (Cyperus rotundus), auch Nussgras, Orientalische Cyperwurzel oder Runde Cyperwurzel sowie Rundes Zypergras genannt, ist eine Pflanzenart aus der Gattung der Zypergräser (Cyperus) innerhalb der Familie der Sauergrasgewächse (Cyperaceae). Es ist sehr weit verbreitet und in vielen Gebieten der Welt eine invasive Pflanze; in prähistorischer Zeit wurde es wohl vielseitig verwendet, heute wird es aber nur noch selten genutzt.

## Beschreibung

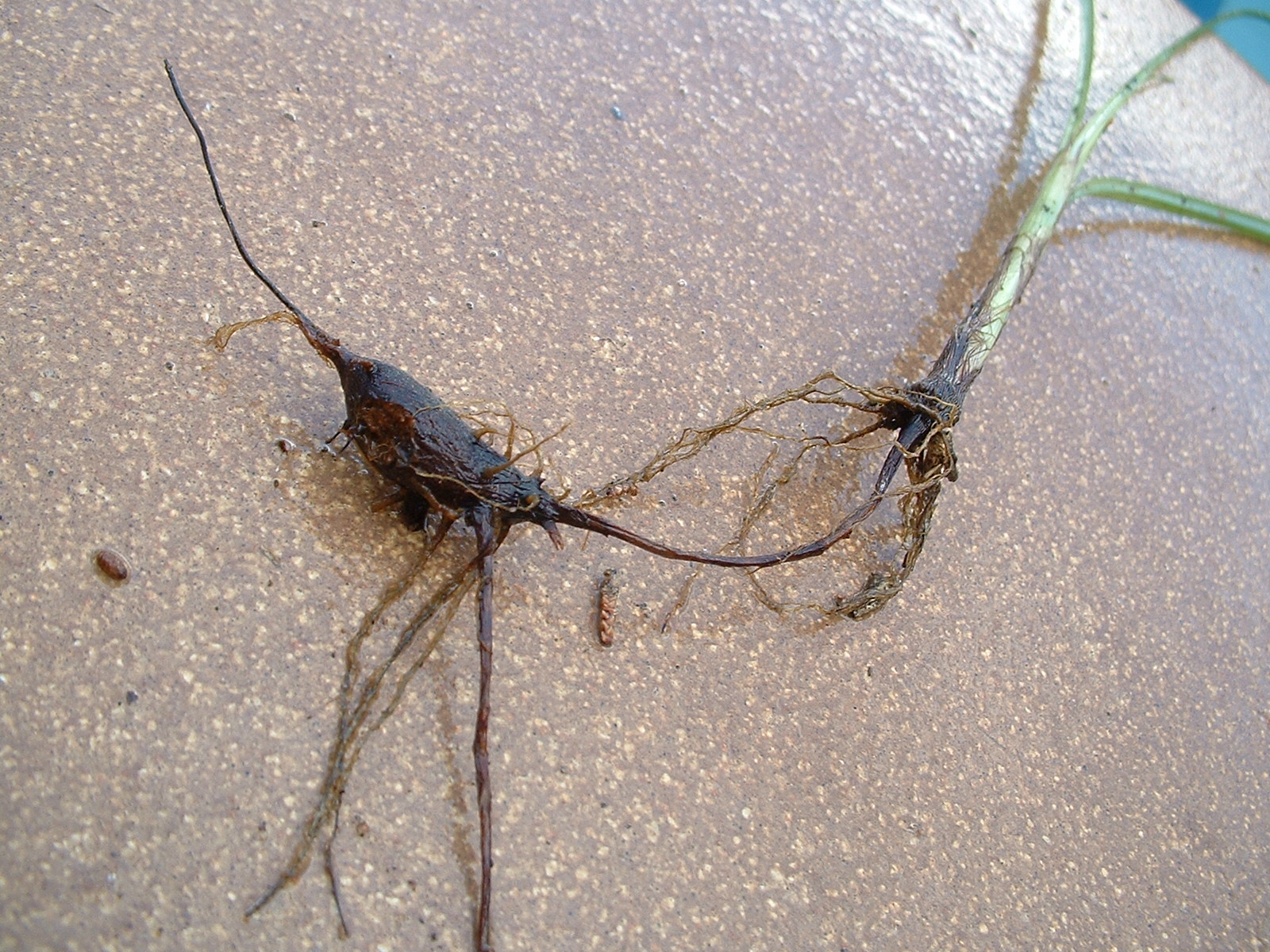
Ausläufer mit 2 Zentimeter großer Knolle

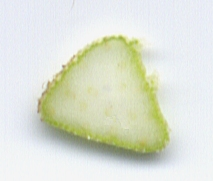
Querschnitt durch einen dreikantigen Halm

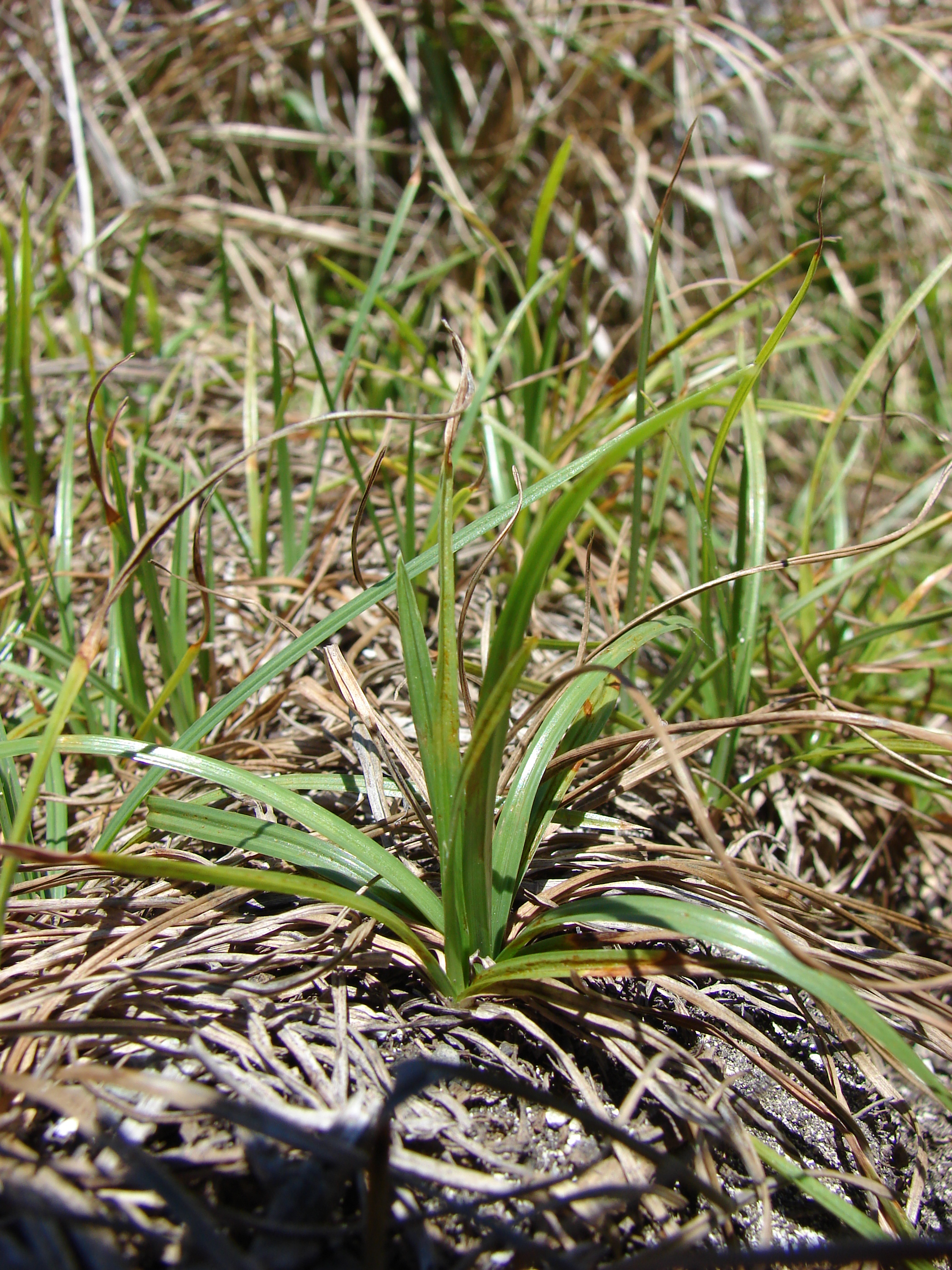
Laubblätter

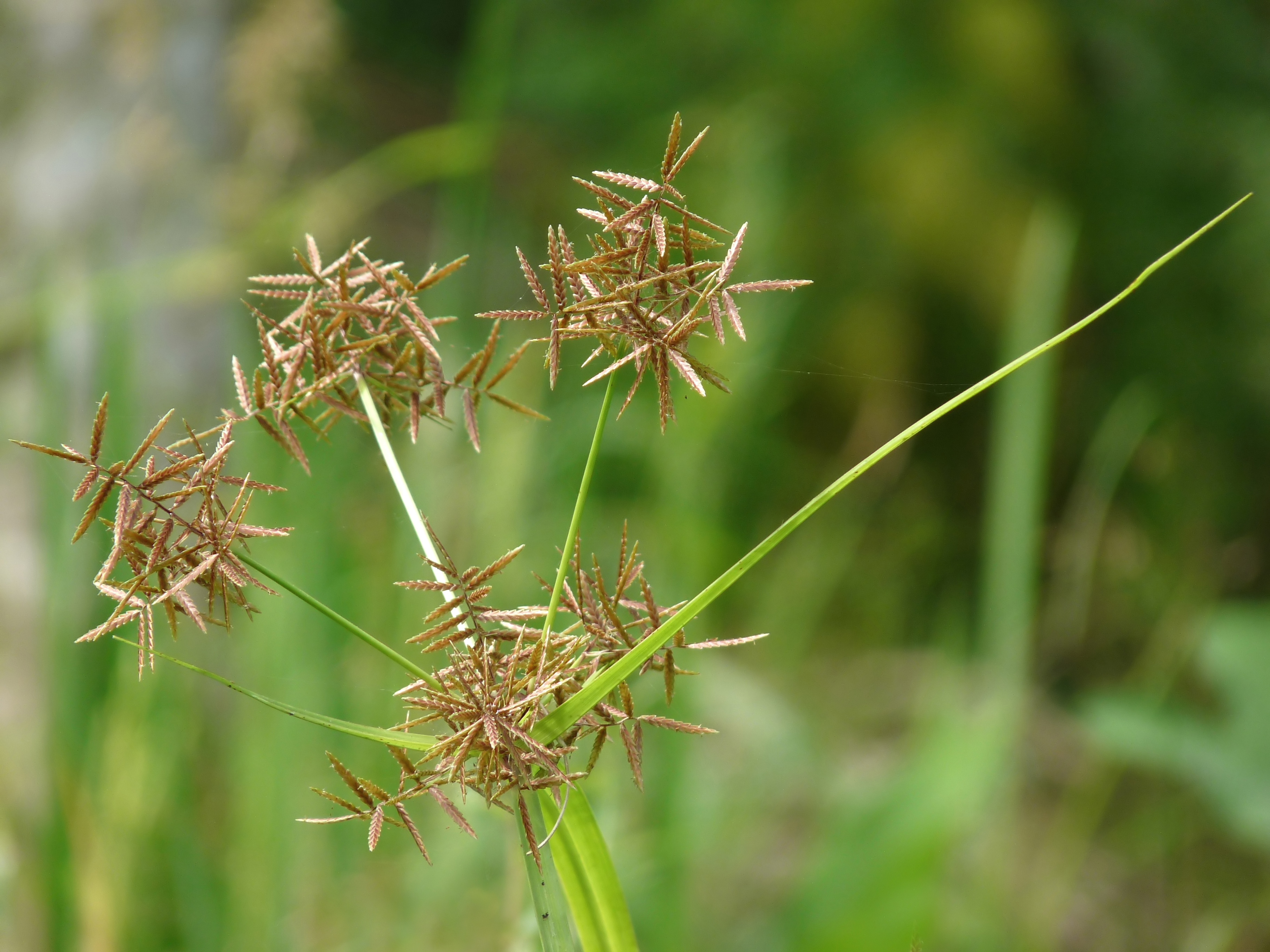
Zusammengesetzter Blütenstand mit Hüllblättern

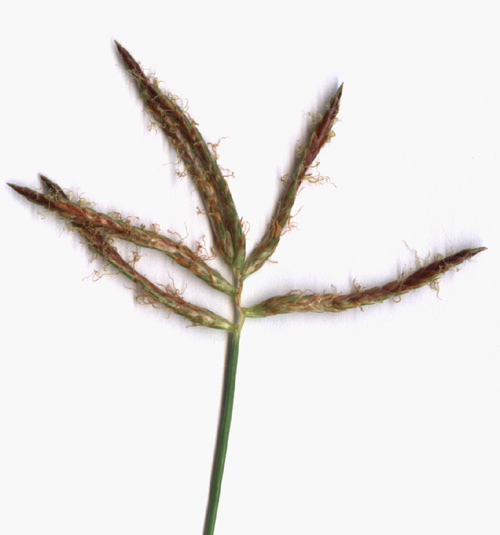
Teilblütenstand mit dreizähligen Blüten

### Erscheinungsbild und Blatt
Das Knollige Zypergras wächst als ausdauernde krautige Pflanze und erreicht Wuchshöhen von 15 bis 90 Zentimetern. Es sind Faserwurzeln vorhanden. Es werden bei einer Länge von selten 2, meist 5 bis 12 Zentimetern sowie einem Durchmesser von 1 bis 2 Millimetern schlanke Ausläufer mit Niederblättern gebildet; sie sind anfangs weiß und fleischig und werden später drahtig sowie stark dunkel-braun. Die Ausläufer wachsen im Boden nach allen Richtung, diejenigen die die Bodenoberfläche erreichen vergrößern sich zu einer mit einer Länge von 10 bis 35 Millimetern sowie einem Durchmesser von meist 3 bis 8, 2 bis 25 Millimetern ellipsoiden Pflanzenknollen gebildet. Diese dunkel-rötlichen bis braunen Pflanzenknollen bilden wieder Ausläufer und es entsteht eine Kette von Knollen. Die meist einzelnen, selten zu zweit zusammenstehenden, aufrechten Halme sind glatt, relativ schlank und bei einer Breite von 0,7 bis 3,4 Millimetern im Querschnitt dreikantig. Der untere Bereich ist zu einer Knolle verdickt.
Die wechselständig und dreizeilig nur am unteren Bereich des Halmes angeordneten Laubblätter sind höchstens so lang wie der Halm und in Blattscheide sowie Blattspreite gegliedert. Die braune, häutige Blattscheide löst sich meist in Fasern auf. Die einfache, bläulich-grüne, mehr oder weniger flache und mehr oder weniger V-förmige Blattspreite ist bei einer Breite von 2 bis 5 oder bis zu 6 Millimetern und einer Länge von meist 5 bis 30, selten bis zu 50 Zentimetern linealisch, ganzrandig sowie parallelnervig.

### Blütenstand, Blüte und Frucht
Die Blütezeit reicht in China von Mai bis November. Die zwei oder drei, selten bis zu fünf mehr oder weniger V-förmigen Hüllblätter sind bei einer Länge von 0,5 bis 10 Zentimetern sowie einer Breite von 0,5 bis 4 Millimetern länger bis manchmal kürzer als die Blütenstände und sind waagrecht bis einen Winkel von 45° bildend. In den endständigen, einfachen oder zusammengesetzten Gesamtblütenständen stehen ausgebreitet an selten zwei, meist vier bis sechs (drei bis zehn) meist mit Längen von 2 bis zu 12 Zentimeter unterschiedlich langen Verzweigungen viele Ähren zusammen. In bei einer Länge von meist 15 bis 25 (12 bis 30) Millimetern sowie einer Breite von 20 bis 30 (12 bis 50) Millimetern verkehrt-deltaförmigen oder breit-ellipsoiden Ähren sind drei bis zehn (zwei bis zwölf) Ährchen etwas locker angeordnet. Die schräg ausgebreiteten Ährchen sind bei einer Länge von 1 bis 3 (0,4 bis 4) Zentimetern und einer Breite von 1,5 bis 2 Millimetern abgeflacht sowie im Umriss linealisch und enthalten 8 bis 28 Blüten. Die zwittrigen Blüten sind dreizählig. Die drei Staubblätter besitzen bei einer Länge von 1 bis 2,5 Millimetern linealische Staubbeutel. Der 1,3 bis 3,5 Millimeter lange Griffel endet in drei Narben, die bei einer Länge von selten 1,8 bis, meist 2 bis 3,3 Millimetern länger als der Griffel sind.
Die sitzenden, bei Reife bräunlichen bis schwarzen Nussfrüchte sind dreikantig und verkehrt-eiförmig-länglich oder bei einer Länge von 1,4 bis 1,7, selten bis zu 1,9 Millimetern und einer Breite von 0,8 bis 1 Millimetern ellipsoid mit stumpfem oberen Ende.

### Chromosomensatz und Stoffwechsel
Die Chromosomenzahl beträgt 2n = 80, 84, 96, 100, 104, 108, 110, 112, 116, 124, 132, 138, 160, etwa 200. Cyperus rotundus nutzt den C4-Stoffwechselweg.

## Ökologie
Die Diasporen sind die Nussfrüchte.
Der Prachtfalter Cosmopterix attenuatella miniert in den Laubblättern.

## Vorkommen
Das weite natürliche Verbreitungsgebiet von Cyperus rotundus reicht von Mittel- und Südeuropa über Afrika bis nach Ostasien: es umfasst Kapverden, Azoren, Madeira, Kanarische Inseln, St. Helena, Algerien, Ägypten, Libyen, Marokko, Tunesien, Westsahara, Tschad, Dschibuti, Eritrea, Äthiopien, Somalia, Sudan, Socotra, Kenia, Tansania, Uganda, Burundi, Äquatorial-Guinea, Gabun, Ruanda, Zaire, Benin, Burkina Faso, Elfenbeinküste, Ghana, Guinea, Mali, Mauretanien, Niger, Nigeria, Senegal, Sierra Leone, Togo, Angola, Malawi, Mosambik, Sambia, Simbabwe, Botswana, Namibia, Eswatini, Südafrika, Madagaskar, Komoren, Mauritius, Reunion, Seychellen, Saudi-Arabien, Jemen, Afghanistan, Zypern, Sinai, Iran, Irak, Israel, Libanon, Syrien, Türkei, Armenien, Aserbaidschan, Ciscaucasien, Kasachstan, Kirgisistan, Turkmenistan, Usbekistan, Taiwan, die chinesischen Provinzen Anhui, Gansu, Guangdong, Guangxi, Guizhou, Hebei, Henan, Jiangsu, Jiangxi, Shaanxi, Shandong, Shanxi, Sichuan, Yunnan, Zhejiang sowie Xinjiang, die japanischen Inseln Honshu, Kyushu sowie Shikoku, Korea, Sri Lanka, Indien, Pakistan, Bhutan, Nepal, Myanmar, Thailand, Vietnam, Andamanen und Nikobaren, Indonesien, Malaysia, Philippinen, Österreich, Schweiz, Albanien, Bulgarien, Kroatien, Griechenland (inklusive Kreta), Italien (inklusive Sardinien, Sizilien), Rumänien, Serbien, Slowenien, Frankreich (inklusive Korsika), Portugal, Spanien (inklusive Balearen), Marshallinseln, Mikronesien, nördlichen Marianen und Wake Island.
Cyperus rotundus ist eine Neophyt in folgenden Gebieten und wird dort von den meisten Regierungsstellen als invasive Pflanze angesehen: in den australischen Bundesstaaten New South Wales, Northern Territory, Queensland, South Australia sowie Western Australia; in den US-Bundesstaaten Missouri, Alabama, Arkansas, Florida, Georgia, Louisiana, Mississippi, North Carolina, South Carolina, Tennessee, Virginia, New Mexico, Texas, Arizona, Kalifornien sowie Hawaii; in den mexikanischen Bundesstaaten Baja Sur, Chihuahua, Nuevo Leon, San Luis Potosi, Sinaloa, Sonora, Tamaulipas, Zacatecas, Chiapas, Guerrero, Jalisco, Michoacan, Oaxaca, Tabasco, Veracruz sowie Yucatan; in Zentralamerika Belize, Costa Rica, El Salvador, Guatemala, Honduras, Nicaragua sowie Panama; auf den karibischen Inseln Bahamas, Cayman-Inseln, Barbados, Kuba, Hispaniola, Jamaica, Puerto Rico, Anguilla, Aruba, Dominica, Guadeloupe, Martinique, Niederländische Antillen, St. Lucia, Virgin Islands, Trinidad und Tobago; in Südamerika Französisch-Guyana, Guyana, Suriname, Venezuela, Brasilien, Bolivien, Kolumbien, Ecuador, Peru sowie Argentinien; auf den pazifischen Inseln Cook Islands, Gesellschaftsinseln, Tuamotu-Archipel, Fidschi, Niue sowie Tonga.
In Mitteleuropa kommt die Art selten und unbeständig vor. Sie wurde beobachtet in Baden-Württemberg, Rheinland-Pfalz, Nordrhein-Westfalen, Sachsen, Kärnten, in der Steiermark und im Tessin. Sie wächst an Ufern und an feuchten Wegrändern. Die ökologischen Zeigerwerte nach Landolt et al. 2010 sind in der Schweiz: Feuchtezahl F = 4+w+ (nass aber stark wechselnd), Lichtzahl L = 4 (hell), Reaktionszahl R = 3 (schwach sauer bis neutral), Temperaturzahl T = 5 (sehr warm-kollin), Nährstoffzahl N = 3 (mäßig nährstoffarm bis mäßig nährstoffreich), Kontinentalitätszahl K = 2 (subozeanisch).

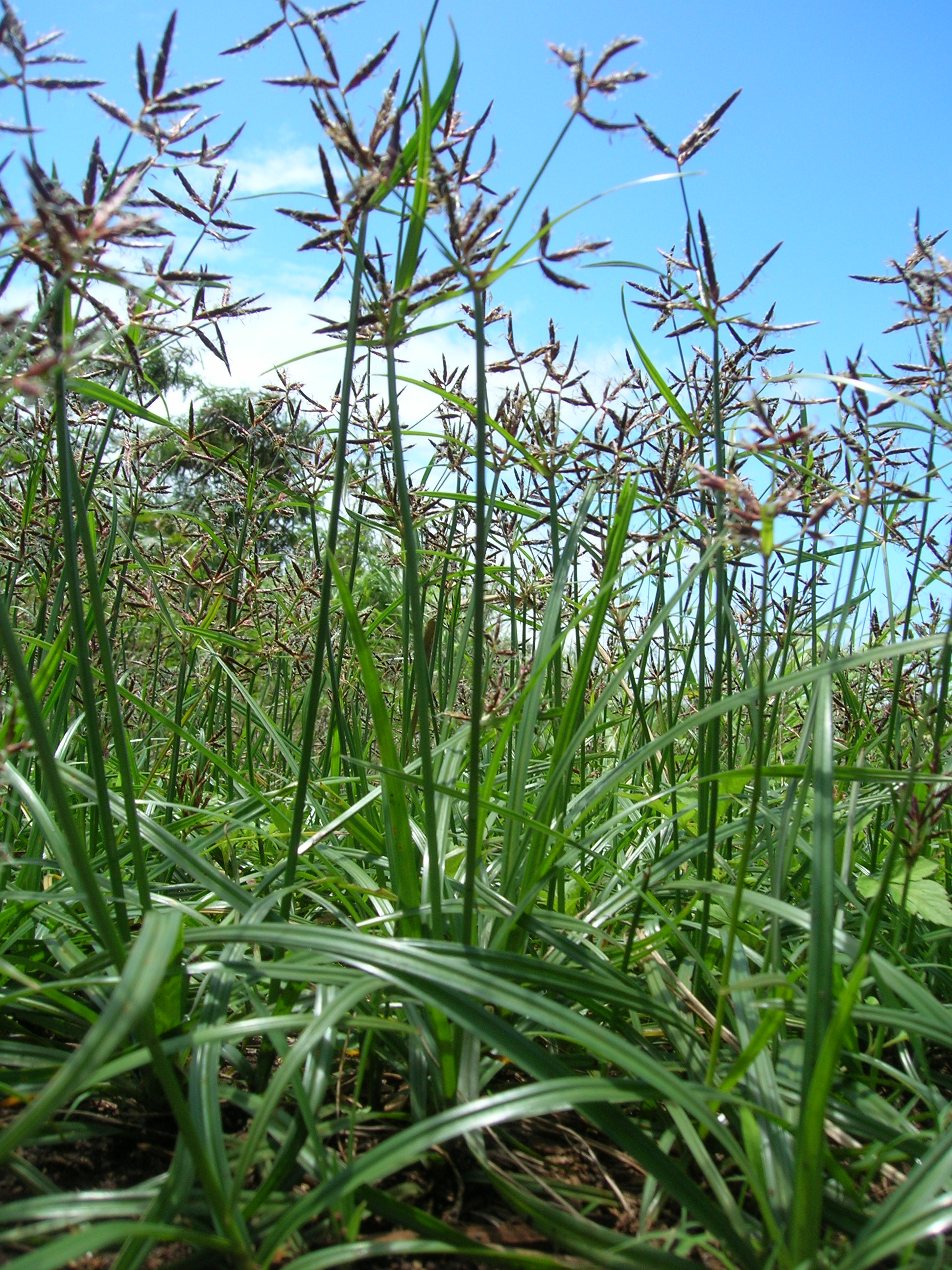
Als Invasive Pflanze auf Maui

## Invasive Pflanze
Cyperus rotundus besitzt eine weite ursprüngliche Verbreitung in der Alten Welt und ist in weiten Gebieten der Neuen Welt ein Neophyt. Sie gilt in vielen Gebieten der Welt als invasive Pflanze. Oft findet man für Cyperus rotundus die Bezeichnung „world’s worst weed“, übersetzt „das schlimmste Unkraut der Welt“; nach Holms 1977 nimmt Cyperus rotundus den 1. Platz unter den „schlimmsten Unkräutern“ (World Worst Weed) ein.
Kaum ein Wildkraut hat sich in mehr (mindestens 92) Ländern der Welt ausgebreitet. Es beeinträchtigt Felder und Plantagen weltweit von mindestens 52 Nutzpflanzenarten. Es gedeiht in allen Bodentypen. Es überlebt die höchsten Temperaturen, die in der Landwirtschaft bekannt sind. Beispielsweise in den USA gedeiht diese, dort purple nutsedge genannte Art, kultivierte Felder, Brachland, Straßenränder, Weiden und natürliche Ökosysteme. Bei privaten Gartenbesitzern und Gartenbaubetrieben, besonders in subtropischen bis tropischen Gebieten ist das schnell wachsende Cyperus rotundus sehr unbeliebt. Mit den Ketten von Pflanzenknollen breitet sich Cyperus rotundus rasch aus und regeneriert sich schnell. Wenn sich Cyperus rotundus etabliert hat, ist eine Unkrautkontrolle sehr schwierig.

### Bekämpfungsmaßnahmen
Mechanische Bekämpfung wie Mähen oder Pflügen können Nussgras und auch die verwandte Erdmandel zurückdrängen. Auch Solarisation kann das Knollige Zypergras wirksam zurückdrängen.
Zur biologischen Schädlingsbekämpfung von Nussgras durch Insekten werden beispielsweise Nachtfalter-Arten der Gattung Bactra (Bactra minima) eingesetzt.
Zur biologischen Schädlingsbekämpfung von Nussgras werden vor allem der Pilz Dactylaria higginsii und der Rostpilz Puccinia canaliculata  eingesetzt. In Indien wird aufgrund des hohen Infizierungsgrades der Rostpilz Puccinia romagnoliana in Maulbeerbaumplantagen zur biologischen Schädlingsbekämpfung von Nussgras erprobt. Andere mögliche Gegenspieler und Pathogene werden als unzulänglich eingeschätzt.
Chemische Bekämpfung ist relativ schwierig und erstreckt sich meist über mehrere Jahre. Es werden verschiedene Herbizide wie verschiedene Glyphosate oder Atrazin eingesetzt. Es wurden unterschiedliche chemische Bekämpfungsmethoden untersucht.

## Nutzungsgeschichte, Ethnobotanik und Anbau
Das Nussgras ist kohlenhydratreich. Nach einer Untersuchung von fossilen Zähnen im Zentralsudan soll Nussgras dort bereits in der Mittelsteinzeit als Nahrungsquelle gedient haben. Der Gebrauch von Nussgras als Gewürzpflanze in der frühgriechischen Ernährung (in der Spätbronzezeit) ist gut dokumentiert.
Das Nussgras liefert eine, manchmal Cyperwurzel genannte, runde, rötlich-weiße Knolle. Die Knolle verbreitet zerstoßen einen würzigen Geruch. Manche Quellen beschreiben den Geschmack der Ausläuferknollen als haselnussartig. Frisch geerntet sollen sie allerdings einen starken Geschmack haben, der an Menthol erinnern soll; einen milderen Geschmack bekommen sie durch Trocknung. Die Knolle kann roh oder gegart gegessen werden, auch wenn manche Quellen sie roh als ungenießbar bezeichnen. Die getrockneten unterirdischen Pflanzenteile können auch gemahlen und wie Getreide verwendet werden.
Auch die Samen sind essbar, wegen ihrer Kleinheit werden sie aber nur in Hungerzeiten benutzt.
Cyperus rotundus wurde in der traditionellen chinesischen Medizin verwendet. Die medizinischen Wirkungen der Inhaltsstoffe wurden untersucht. Extrakte aus den Pflanzenknollen sollen Übelkeit und Muskelkrämpfe mildern. Wichtige Inhaltsstoffe des Knolligen Zypergrases sind ätherische Öle, Alkaloide, herzwirksame Glykoside, Flavonoide, Polyphenole, Zucker, Stärke und Harz. Das Knollige Zypergras wird als Diuretikum, Diaphoretikum und Carminativum verwendet. Nussgras hemmt das Karies verursachende Bakterium Streptococcus mutans.
In China wurde Cyperus rotundus in der Landschaftsgestaltung verwendet. Es gibt Berichte, dass in Indien Cyperus rotundus zur Minderung von Bodenerosion verwendet wurde.
Cyperus rotundus ist ein schlechtes Tierfutter, da es nach einiger Zeit faserig wird, aber wenn kein besseres Futter vorhanden ist, wird es dafür verwendet.
In der Literatur gibt es Berichte über die Verwendung der aromatischen unterirdischen Pflanzenteile zur Gewinnung von Ätherischen Ölen, beispielsweise in Indien. Die Hausa verwenden das Nussgras traditionell zur Parfümherstellung. Getrocknete unterirdische Pflanzenteile werden zu feinem Pulver gemahlen und wie Talkumpulver verwendet.
Aus den Laubblättern werden Körbe, Matten und Hüte gefertigt.
Cyperus rotundus wird manchmal in tropischen Gebieten angebaut. Beim Anbau von Cyperus rotundus sollte man sonnige Standorte mit feuchten bis nassen, etwas lehmigen bis leicht sandigen Böden wählen. Es kann bei fast jedem pH-Wert angebaut werden. Nussgras ist frostempfindlich, kann aber manchen Quellen zufolge in Gegenden mit Frost gedeihen.

## Taxonomie
Die Erstveröffentlichung von Cyperus rotundus erfolgte 1753 durch Carl von Linné in Species Plantarum, Band 1, S. 45. Das Artepitheton rotundus bedeutet „rund“. Ein Homonym von Cyperus rotundus L. ist Cyperus rotundus Benth. veröffentlicht in Plantas Hartwegianas imprimis Mexicanas, 1840, S. 28. Synonyme von Cyperus rotundus L. sind: Chlorocyperus rotundus (L.) Palla, Cyperus agrestis Willd. ex Spreng. & Link, Cyperus hexastachyos Rottb., Cyperus hydra Michx., Cyperus rotundus var. quimoyensis L.K.Dai, Cyperus tetrastachyos Desf., Cyperus tuberosus Rottb., Cyperus rubicundus Vahl, Cyperus bicolor Vahl.